# Saint-Aventin
Saint-Aventin – miejscowość i gmina we Francji, w regionie Oksytania, w departamencie Górna Garonna.
Według danych na rok 1990 gminę zamieszkiwało 98 osób, a gęstość zaludnienia wynosiła 6 osób/km² (wśród 3020 gmin regionu Midi-Pireneje Saint-Aventin plasuje się na 965. miejscu pod względem liczby ludności, natomiast pod względem powierzchni na miejscu 704.).